# ドミトリー・シェミャーカ
ドミトリー・シェミャーカ (ロシア語: Дмитрий Юрьевич Шемяка) あるいはドミトリー・ユーリエヴィチは、15世紀初めのモスクワ内戦の時に王位を争った人物。 父はユーリー・ドミトリエヴィチ。当初はガーリィチ・メルスキーを統治していた。

## 生涯
15世紀のはじめに起きたモスクワ内戦では父ユーリーは本家のヴァシーリー2世と争い、ユーリーの息子であるドミトリー・シェミャーカも父親のモスクワへの侵攻に積極的に参加し、1434年にユーリーがモスクワを占領した時もこれを助けた。
ドミトリー・シェミャーカは父ユーリーの死後、兄のヴァシーリー・コソイがモスクワ大公を継いだことに反発し、弟のドミトリー・クラスヌイと共にヴァシーリー2世と同盟を結び、兄をモスクワから追放した。この功績によってウグリチとルジェフという町を与えられた。翌年、シェミャーカはヴァシーリー2世の結婚式に参加するためにモスクワに来たが、捕まってしまい、捕虜になったがシェミャーカはヴァシーリー2世とヴァシーリーコソイの間の1436年の衝突直前に解放され、彼は兄ヴァシーリー・コソイを助けなかったため、コソイは完全に敗北し、捕らえられて盲目にされた。その後すぐに、シェミャーカはヴァシーリー2世を彼を兄として慕い、宗主権として認める約束をした。しかしその後彼はヴァシーリー2世と争っていたジョチ・ウルスのハーンのウルグ・ムハンマドが1439年にモスクワを包囲したとき、ドミトリーは自分の軍隊を派遣せず、ヴァシーリー2世が捕らえられた後、シェミャーカがモスクワを占領し、さらにジョチ・ウルスから解放されたヴァシーリー2世を盲目にした。シェミャーカは父が王位に着いたのを理由に彼はモスクワ大公の権利を主張した。しかし、モスクワのボヤールたちのシェミャーカへの支援がなかったため、彼はモスクワを離れることを余儀なくされた。その後シェミャーカはモスクワ大公であることを主張し続けた。
ヴァシーリー2世との平和条約を何度か締結したにもかかわらず、シェミャーカはいとこに対して反乱を起こしたが1450年と1452年に敗れてしまい、ノヴゴロドに亡命、1453年7月17日、鶏肉の夕食を食べているときに毒殺された。
ある年代記によると、シェミャーカはノヴゴロドの南にあるユーリエフ修道院の聖ゲオルギー教会に埋葬されたという。
シェミャーカの殺害の影響で、彼の妻と息子のイヴァン・ドミトリエヴィチはノヴゴロドからリトアニア大公国に逃げ、そこで彼らはそこで領地を与えられた。
ドミトリー・シェミャーカの男系の子孫は1561年まで続いた。